# Самостоятельная жизнь
«Самостоятельная жизнь» — российско-французский художественный цветной фильм 1992 года, снятый режиссёром Виталием Каневским по собственному сценарию. Продолжение фильма «Замри — умри — воскресни!» (с теми же актёрами в главных ролях). Драма о нравах провинциального города на закате сталинской эпохи и о персонажах той поры.

## Сюжет
Действие начинается в 1950-е годы в Сучане, небольшом шахтёрском городке на Дальнем Востоке. Три года спустя после смерти Гали — героини предыдущего фильма — Валерка влюбляется в её сестру. Он уже взрослый, самостоятельный человек — и у него впереди вся жизнь.

## В ролях
- Динара Друкарова — Валя
- Павел Назаров — Валерка
- Елена Попова — мать Валерки
- Тосихиро Ватанабэ — Ямамото
- Александр Баширов — майор химзащиты
- Лиана Жвания — Софья Аркадьевна
- Елена Антонова
- Александр Александров
- Лидия Доротенко
- Наталья Ипатова
- Владимир Иванов
- Елизавета Жукова
- Татьяна Иванова
- Николай Харитонов
- София Аркадьева
- А. Капустин
- Галина Кузнецова
- Владимир Максимов
- Алексей Травин
- Л. Тывус
- К. Булычова

## Съёмочная группа
- Автор сценария и режиссёр-постановщик: Виталий Каневский
- Оператор-постановщик: Владимир Брыляков
- Художники: К. Журавлев, Н. Котова
- Художник-постановщик: Георгий Кропачёв
- Композитор: Борис Рычков
- Оператор: Владимир Брыляков
- Монтаж: Елена Гагарина
- Звукорежиссёр: Кирилл Кузьмин
- Художники по костюмам: Н. Котова, О. Кулешова
- Продюсеры: Франсуаза Гальфре, Патрик Годо, Филипп Годо, Виталий Каневский
- Директор картины: Валентина Тарасова

## Прокат
Хотя фильм был показан во многих странах, в российский кинопрокат он так и не вышел (единственный официальный показ в России состоялся в 1992 году на территории французского посольства).
По словам самого Каневского, картина пользовалась значительным успехом в Японии и Франции. «Самостоятельная жизнь» официально выходила также на лицензионных VHS в испаноязычных странах.

## Награды
- Приз жюри Каннского кинофестиваля (1992)

## Художественные особенности
Кинолента «Самостоятельная жизнь» была снята совсем в другой эстетической манере, нежели «Замри — умри — воскресни!». Становление главного героя как личности проходит на фоне мрачной, гнетущей атмосферы русской глубинки, не отличающейся благопристойностью нравов. По словам режиссёра, фильм является на девяносто процентов автобиографичным, и в этом смысле переживания и коллизии, происходящие с Валеркой, представлены весьма убедительно и натурально.
В фильме активно используется ненормативная лексика.

## Отзывы
Сам Каневский охарактеризовал свою картину так:

Невозможно пересказать сюжет фильма. У меня такое чувство, что жизнь — это нечто, происходящее снаружи, как поезд, состоящий из множества вагонов, в которые входишь и выходишь, а жизнь идет дальше. Некоторые сцены как туманные воспоминания… И даже если в этот раз меня лично в фильме нет, я хотел бы, чтобы зритель знал того, кто является причиной этих картин. Между мною и героем фильма существует крепкая связь. В последней сцене фильма главный герой оборачивается с экрана ко мне, к зрителям, — и мы понимаем, что наступил новый период в его жизни: он — взрослый человек.

Критика восприняла фильм негативно:

«Самостоятельная жизнь» — скорее, отрицательная реакция российской прессы, увидевшей в фильме как раз коммерческий компромисс: распродажу русского варварства на потребу пресыщенным европейцам. Умеренный успех на фестивалях, сдержанное разочарование после действительного триумфа первой картины «Замри — умри — воскресни!».— Искусство кино, 1994